# 킹 본

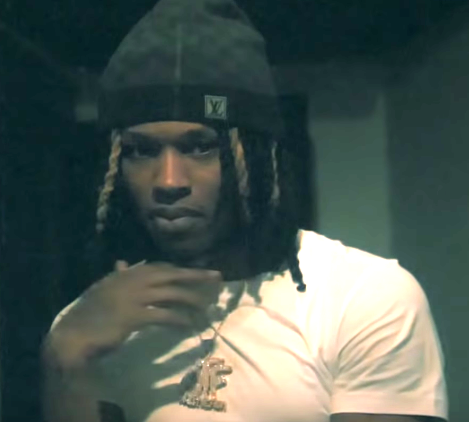
2019년 모습

킹 본(King Von, 본명: 데이본 다콴 베넷, Dayvon Daquan Bennett, 1994년 8월 9일 – 2020년 11월 6일)은 일리노이주 시카고 출신의 미국 래퍼였다. 그는 릴 더크의 음반사 온리 더 패밀리(Only the Family) 및 엠파이어 디스트리뷰션(Empire Distribution)과 계약을 맺었다. 킹 본의 생애 중에, 그리고 사망할 때까지 그는 시카고 갱 현장과 관련된 다양한 살인 및 혐의 범죄에 연루되었다.
킹 본은 빌보드 핫 100에서 44위에 오른 싱글 "Crazy Story"와 "Took Her to the O"와 빌보드 200에서 5위를 차지한 스튜디오 앨범 Welcome to O'Block(2020)으로 찬사를 받았다.

## 생애
베넷은 1994년 8월 9일 일리노이주 시카고에서 태어났다. 아버지 월터 E. 베넷(Walter E. Bennett)의 이복형제 6명과 어머니 태샤(Taesha)의 형제자매 3명이 있었다. 그는 주로 그의 어머니에 의해 자랐다. 그의 아버지와의 관계는 아버지의 투옥으로 인해 일관성이 없었다. 본이 11살이었을 때 그의 아버지는 보이지 않는 총잡이에게 살해당했다. 본은 나중에 여러 곡으로 그에게 경의를 표했다.
16세 때 본은 처음으로 감옥에 갔다. 2014년에 그는 1명을 죽이고 2명을 다치게 한 총격 사건과 관련하여 1급 살인 1건과 살인 미수 2건으로 기소되었다. 모든 혐의에 대해 무죄 판결을 받은 본은 릴 더크와 협력하면서 음악 경력에 집중하기 시작했다. 혐의로 체포되기 전에 그는 일리노이 주 사우스 홀랜드에 있는 사우스 서버번 대학에 다녔다. 그는 소년원에 있는 동안 GED를 받았다. 이 기간 동안 그는 블랙 디사이플스(Black Disciples) 거리 갱단에 합류했다.

## 사망
2020년 11월 6일 오전 2시 15분경 베넷과 그의 승무원은 조지 아주 애틀랜타에 있는 모나코 후카 라운지 밖에서 콴도 론도(Quando Rondo)의 승무원과 언쟁을 벌였다. 분쟁은 빠르게 총격으로 확대되었고 베넷은 여러 번 총에 맞았다. 그는 위독한 상태로 병원으로 옮겨졌고 그날 늦게 그곳에서 사망했다. 당시 나이는 26세였다.
조지아 수사국은 2명이 사망하고 6명이 부상했다고 보고했다. 그들 중 한 명은 총상 치료를 받는 동안 킹 본을 살해한 혐의로 경찰에 구금되었다. 용의자는 콴도 론도와 제휴한 룰 팀(Lul Timm)으로도 알려진 래퍼인 22세의 티모시 리크스(Timothy Leeks)로 확인되었다.
2020년 11월 14일, 킹 본은 일리노이주 시카고에 묻혔다.

## 음반

### 스튜디오 앨범
- Welcome to O'Block (2020)
- What It Means to Be King (2022)
- Grandson (2023)

### 믹스테이프
- Grandson, Vol. 1 (2019)
- Levon James (2020)